# Май 2019 года

Список событий мая 2019 года.

## События
- 1 мая
  - Николас Мадуро в телеобращении к нации заявил, что попытка госпереворота в Венесуэле потерпела поражение[1].
  - В Японии на престол вступил император Нарухито[2].
  - Президент России Владимир Путин подписал закон о «суверенном интернете»[3].
  - В Санкт-Петербурге ОМОНом жёстко разогнана разрешённая властями демонстрация оппозиции. Позднее власти заявили, что поводом для разгона стали действия «провокаторов»[4].
  - За несколько дней до коронации 66-летний король Таиланда Маха Вачиралонгкорн (Рама X) объявил, что женился на своей возлюбленной, 40-летней Сутхиде Вачиралонгкорн, которая является начальницей его личной охраны. Ранее она работала в авиакомпании Thai Airways, а затем исполняла обязанности командира охраны семьи принца, находясь в звании генерал армии. Рама Х также даровал ей титул Тануинг (Леди)[5].
  - Команда ФК «Барселона» (Испания) победила команду ФК «Ливерпуль» (Англия) на стадионе «Камп Ноу» (Барселона) со счётом 3:0 (1:0) в рамках первого матча 1/2 финала Лиги чемпионов[6].
- 2 мая
  - Министр экономики и территориального развития Дагестана Осман Хасбулатов заключён под стражу по решению суда. Он подозревается в хищении более 20 миллионов рублей[7][8].
- 3 мая
  - Городские власти Амстердама приняли решение о полном запрете на въезд в город машин и мотоциклов с бензиновыми и дизельными двигателями. Ограничения будут вводиться постепенно, первые начнут действовать уже на следующий год, а в полной мере новые правила заработают к 2030-му[9].
- 4 мая
  - В Таиланде официально коронован новый король — 66-летний Маха Вачиралонгкорн (Рама Х), занявший престол в 2016 году после смерти своего отца Пхумипона Адульядета (Рамы IX)[10].
  - В Белоруссии задержан глава госкомпании «Белтелеком» Сергей Сивоедов по подозрению в получении взятки от российского гражданина. Кроме того, КГБ Белоруссии сообщило, что причиной задержания экс-замглавы Совета безопасности страны Андрея Втюрина также стало взяточничество. Он был взят с поличным при получении $148,6 тысяч от представителя российской компании. Россияне, которых подозревают в даче взяток по обоим делам также задержаны[11].
- 5 мая
  - В России вступило в силу принятое в ноябре 2018 года постановление об идентификации пользователей мессенджеров по номеру телефона[12].
  - Пассажирский самолёт Sukhoi Superjet 100, совершавший рейс «Москва — Мурманск», во время вынужденной посадки получил повреждения, ставшие причиной возникновения пожара. Погиб 41 человек, 37 выжили[13].
  - Во втором туре выборов президента в Северной Македонии победу одержал кандидат от партии Социал-демократический союз Македонии Стево Пендаровский, набравший 51,66 % голосов при явке 46,70 %[14].
- 6 мая
  - Прокуратура Пензы потребовала, чтобы городские школы внесли в положения о школьной форме запрет хиджабов и другой религиозной одежды[15].
  - У герцога Сассекского Гарри, внука королевы Великобритании Елизаветы II, и его супруги герцогини Меган Маркл родился первенец Арчи Харрисон Маунтбеттен-Виндзор. Сразу после рождения он стал седьмым в порядке британского престолонаследия[16].
- 7 мая
  - В Турции отменены итоги состоявшихся в марте 2019 года выборов главы Стамбула, на которых одержал победу член оппозиционной республиканской народной партии Экрем Имамоглу[17].
  - Президент Мьянмы помиловал двух журналистов «Рейтерс», подвергавшихся уголовному преследованию за ведение независимого журналистского расследования произошедшего в сентябре 2017 года массового убийства военными Мьянмы представителей мусульманского народа рохинджа, уже долгое время подвергающегося преследованию со стороны буддистского большинства[18].
  - ФК «Ливерпуль» (Англия) победила команду ФК «Барселона» (Испания) на стадионе «Энфилд» (Ливерпуль) со счётом 4:0 в рамках второго матча 1/2 финала Лиги чемпионов[19].
- 9 мая
  - Бывший президент Бразилии Мишел Темер сдался полиции[20].
- 10 мая
  - Сейм Латвии признал депортацию крымских татар, осуществлённую советскими властями в 1944 году, актом геноцида[21].
  - Big Baby Tape выпустил второй мини-альбом Arguments & Facts[22].
  - США повысили пошлины на ряд товаров из Китая с 10 до 25 процентов[23].
  - Компания Uber вышла на IPO, однако цена их акций упала с 42 до 41,6 долларов, соответственно понизилась рыночная капитализация компании[24].
- 13 мая
  - В Екатеринбурге силами полиции и активистов разогнан стихийный митинг против строительства православного храма в сквере возле городского Театра драмы[25].
  - Турецкое управление в сфере атомной энергетике (TAEK) заявило, что в фундаменте строящейся Росатомом в Турции АЭС Аккую обнаружены трещины. Обнаружение произошло вскоре после очередной перезаливки бетона в целях ликвидации ранее выявленных трещин[26].
  - Компания Blue Origin представила полноразмерный макет многоцелевого лунного модуля Blue Moon[27].
- 15 мая
  - Вышло распоряжение московского правительства о приостановке с 15 июня 2019 года строительства на расположенной в Архангельской области станции Шиес полигона для мусора из Москвы[28].
- 16 мая
  - Парламент Австрии запретил ношение хиджабов в начальных школах[29].
  - США объявили о расширении санкционного «списка Магнитского», в него были включены чеченский отряд спецназа «Терек», а также пять физических лиц — Руслан Геремеев, Абуйдаз Висмурадов, Геннадий Карлов, Сергей Коссиев и Елена Трикули[30].
  - После трёх дней протестов в Екатеринбурге против строительства на месте сквера Екатерининского собора президент РФ Владимир Путин предложил провести по этому поводу опрос жителей. В связи с этим сообщалось о приостановке строительства[31].
- 17 мая
  - В день борьбы с гомофобией Парламент Тайваня легализовал однополые браки[32].
- 18 мая
  - Вице-канцлер Австрии Хайнц-Кристиан Штрахе подал в отставку в результате скандала, поднявшегося после публикации видеозаписи его встречи с родственницей одного из российских олигархов, которая, по данным немецких СМИ, могла оказать ему «материальную помощь»[33].
- 20 мая
  - Вскоре после своей инаугурации Президент Украины Владимир Зеленский объявил о роспуске Верховной Рады восьмого созыва[34].
  - Вступили в силу новые определения четырёх основных единиц системы СИ: килограмма, ампера, кельвина и моля[35].
  - Google приостановила сотрудничество с производителем смартфонов Huawei после того, как власти США приняли решение внести его в чёрный список[36].
- 21 мая
  - В Нидерландах министр по вопросам миграции Марк Харберс был вынужден уйти с поста в результате скандала, разразившегося после публикации доклада о преступлениях мигрантов[37].
- 22 мая
  - Авиакомпании Air China, China Southern и China Eastern потребовали от Boeing возместить ущерб за простой самолетов 737 МАХ, а также за просрочку передачи ранее закупленных самолетов этой серии[38].
  - Московский «Локомотив» в десятый раз стал обладателем национального кубка по футболу.
- 23 мая
  - Россия и Демократическая Республика Конго заключили контракт, согласно которому в ДРК будут отправлены российские военные. После заключения контракта президент Конго Дени Сассу-Нгессо заявил, что Россия «должна занять свое место в Африке». Позднее пресс-секретарь президента РФ Песков заявил, что российские военные будут заниматься в Африке «обслуживанием поставленной ранее военной техники»[39].
  - Находящейся под судом по обвинению в коррупции бывшему президенту Аргентины Кристине Киршнер предъявлены новые обвинения[40].
- 24 мая
  - Компания SpaceX запустила на низкую околоземную орбиту 60 спутников системы глобального интернета Starlink[41].
  - В Судане прошли многотысячные митинги под лозунгом «Выбор народа — свобода, мир, справедливость и шариат»[42].
  - В Индии запрещена исламистская группировка Джамаат-уль-Муджахидин Бангладеш, совершившая ряд терактов[43].
  - В России на судостроительном заводе «Лотос» в Астраханской области спустили на воду первый российский круизный лайнер проекта PV300VD «Пётр Великий», окончательная сдача судна запланирована на 2020 год[44].
- 25 мая
  - Международный трибунал по морскому праву потребовал от России освободить украинских военных моряков и корабли, задержанные в Керченском проливе в ноябре 2018 года. Из 20 судей трибунала против проголосовал только россиянин. Россия в слушаниях не участвовала — она ранее заявляла, что трибунал не обладает юрисдикцией для рассмотрения украинского иска[45][46].
  - В России на Балтийском заводе в Санкт-Петербурге спустили на воду третий серийный универсальный атомный ледокол проекта 22220 (тип ЛК-60Я) «Урал». Планируется, что после того, как судно будет достроено, оно будет использоваться для круглогодичной навигации в Арктике[47].
- 26 мая
  - Патриарх Московский и всея Руси Кирилл заявил, что в России строится «три храма в сутки … 30 тысяч храмов за десять лет»[48].
- 27 мая
  - С космодрома Плесецк был осуществлён успешный пуск ракеты-носителя среднего класса «Союз-2.1б» с навигационным космическим аппаратом «Глонасс-М»[49].
  - Сергей Собянин принял решение выплачивать денежные премии победителям, призерам и участникам Всероссийской олимпиады школьников из сборной Москвы.
- 28 мая
  - Министр обороны Турции Хулуси Акар заявил, что целью начатого Турцией днём ранее наступления в Северном Ираке является «нейтрализация террористов» из группировки «Рабочая партия Курдистана»[50].
  - Вооружённые силы Сербии были приведены в боевую готовность после сообщения о проведении в районах населённых этническими сербами государства Косово спецоперации по борьбе с контрабандой и организованной преступностью[51].
  - На севере Буркина-Фасо, где активно действуют джихадисты, в результате первого в истории страны нападения на католическую церковь погибли шесть человек[52].
  - Впервые в истории Италии мэром города избран трансгендер[53].
- 29 мая
  - Лондонский «Челси» выиграл Лигу Европы УЕФА, победив в финале «Арсенал»[54].
- 30 мая
  - С космодрома Байконур состоялся пуск ракеты-носителя Протон-М, которая вывела на орбиту телекоммуникационный спутник Ямал-601, изготовленный подразделением французской компании «Thales Alenia Space» по заказу российского спутникового оператора АО «Газпром космические системы»[55].
  - Всемирная организация здравоохранения внесла изменения в Международную классификацию болезней, в частности, из списка психических заболеваний была исключена трансгендерность[56].
- 31 мая
  - В Турции начато расследование в отношении ряда писателей, в том числе Элиф Шафак и Айше Кулин, в произведениях которых описывается насилие против детей, в том числе сексуальное. Поводом для проверки стал скандал в СМИ, произошедший поле того, как в Твиттере была опубликована страница из произведения турецкого писателя Абдуллаха Шевки. В опубликованном отрывке было описано сексуальное насилие по отношению к ребёнку с точки зрения педофила[57].
  - Минюст РФ зарегистрировал смену названия партии «Партия свободных граждан» на «Россия будущего». Ранее российскому оппозиционеру Алексею Навальному было отказано в регистрации созданной им партии «Россия будущего» под предлогом, что партия с таким названием существует[58].
  - Состоялась торжественная церемония стыковки двух частей автомобильного моста через приграничную реку Амур между российским Благовещенском и китайским Хэйхэ[59].